# Cueva de La Covaciella
La cueva de La Covaciella está situada en el concejo asturiano de Cabrales, en la zona de Las Estazadas, en España. Está incluida en la lista del Patrimonio de la Humanidad de la Unesco desde julio de 2008, dentro del conjunto «Cueva de Altamira y arte rupestre paleolítico de la cornisa cantábrica».
Se trata de una cueva con una galería de cuarenta metros de largo que finaliza en una sala con pinturas rupestres paleolíticas del periodo magdaleniense con una antigüedad de 14 000 años. Fue descubierta en 1994 cuando tras una voladura por obras en la carretera abrió un agujero en la cueva. El hecho de su cerramiento y su tardío descubrimiento hace que la calidad y conservación de las pinturas sea muy alta considerándose como los bisontes mejor conservados de la cornisa cantábrica.
La cueva se encuentra cerrada al público y está declarada como bien de interés cultural, delicado equilibrio ambiental, que impide totalmente su apertura al público. Existe una reproducción de ella en la Casa Barcena de Carreña, Cabrales.